# Mato Damjanović
Mato Damjanović (ur. 23 marca 1927 w Đeletovci, zm. 12 lutego 2011 w Zagrzebiu) – chorwacki szachista, arcymistrz od 1964 roku.

## Kariera szachowa
Największe sukcesy w karierze osiągnął w latach 60. XX wieku. W 1960 r. wystąpił w reprezentacji Jugosławii na szachowej olimpiadzie w Lipsku i zdobywając 7 pkt w 10 partiach (za wynik ten otrzymał srebrny medal na VI szachownicy) w znacznym stopniu przyczynił się do zdobycia przez szachistów jugosłowiańskich brązowych medali. W 1965 r. ponownie zakwalifikował się do narodowego zespołu i zdobył w Hamburgu srebrny medal drużynowych mistrzostw Europy. Wielokrotnie startował w finałach indywidualnych mistrzostw Jugosławii, najlepszy wynik uzyskując w 1962 r. we Vrnjackiej Banji, gdzie podzielił III m. (za Svetozarem Gligoriciem i Aleksandarem Matanoviciem, wspólnie z Dragoljubem Velimiroviciem).
Odniósł wiele sukcesów w turniejach międzynarodowych, m.in.:
- dz. III m. w Balatonfüred (1960, memoriał Lajosa Asztalosa),
- dz. III m. w Sofii (1962, za Victorem Ciocalteą i Nikoła Pydewskim, wspólnie z Georgi Tringowem),
- III m. w Reggio Emilii (1962/63, za Győző Forintosem i Károly Honfim),
- dz. III m. w Bad Liebenstein (1963, za Lwem Poługajewskim i Aivarsem Gipslisem, wspólnie z Wolfgangiem Pietzschem),
- dz. II m. w Soczi (1964, memoriał Michaiła Czigorina, za Nikołajem Krogiusem, wspólnie z Ratmirem Chołmowem),
- dz. III m. w Salgótarjánie (1967, memoriał Lajosa Asztalosa, za Istvanem Bilkiem i Leonidem Szamkowiczem, wspólnie z Władimirem Simaginem),
- dz. III m. w Solingen (1968, za Levente Lengyelem i Bruno Parmą, wspólnie z Ludkiem Pachmanem, Dragoljubem Janoseviciem i László Szabó),
- I m. w Zagrzebiu (1969),
- dz. II m. w Netanji (1969, za Samuelem Reshevskym, wspólnie z Palem Benko i Williamem Lombardym),
- dz. I m. w Bad Pyrmont (1970, wspólnie z Aleksandarem Matanoviciem i Hansem-Joachimem Hechtem),
- II m. w Reggio Emilii (1971/72, za Andrew Soltisem),
- I m. w Firenze (1972),
- dz. II m. w Zagrzebiu (1972, za Leinodem Steinem, wspólnie z Drazenem Maroviciem i Vlastimilem Hortem),
- dz. III m. w Netanji (1973, za Lubomirem Kavalkiem i Samuelem Reshevskym, wspólnie z Ludkiem Pachmanem),
- dz. III m. w Dortmundzie (1974, za Victorem Ciocalteą i Laszlo Szabo, wspólnie z Noną Gaprindaszwili),
- III m. w Kikindze (1975),
- I-III m. w Viroviticy (1976),
- dz. II m. w Vukovarze (1976),
- dz. II m. w Birmingham (1977, za George Botterillem(inne języki), wspólnie z Josipem Rukaviną),
- dz. III m. w Pradze (1979, za Lubomirem Ftaćnikiem i Ivanem Hausnerem(inne języki), wspólnie z Eduardem Meduną).

W 1969 r. rozegrał w Delfcie mecz z będący wtedy u progu swojej wielkiej międzynarodowej kariery Janem Timmanem, zwyciężając 3–1.
Najwyższy ranking w karierze osiągnął 1 lipca 1971 r., z wynikiem 2490 punktów dzielił wówczas 83. miejsce na światowej liście FIDE, jednocześnie dzieląc 8-13. miejsce wśród jugosłowiańskich szachistów.